# Église du Très-Saint-Nom-de-Jésus
Église du Très-Saint-Nom-de-Jésus är en kyrka vid 4215, rue Adam, i Maisonneuve i Mercier–Hochelaga-Maisonneuve i Montréal i Kanada. Den byggdes åren 1903–1906 enligt planer av arkitekterna Charles A. Reeves och Albert Mesnard.